# Чаушеску, Зоя
Зо́я Чауше́ску (рум. Zoia Ceaușescu; 1 марта 1949, Бухарест — 20 ноября 2006) — румынский математик, дочь Николае и Елены Чаушеску.

## Биография
Родилась 1 марта 1949 года (также встречается дата 28 февраля).
Обучалась в университете Бухареста. После его окончания работала научным сотрудником в институте математики румынской академии в Бухаресте. Её специальностью был функциональный анализ. После расформирования института в 1975 году она перешла на новую работу в институт INCREST (институт научно-технического творчества), где возглавила вновь созданную кафедру математики.
В 1980 году Зоя Чаушеску вышла замуж за Мирчу Опряна (Mircea Oprean), инженера и профессора Политехнического университета Бухареста.
После Румынской революции была 24 декабря 1989 года арестована, и вместе с братьями заключена в тюрьму, будучи обвинённой в разрушении экономики страны. После смягчения отношения к ним со стороны новых властей, была выпущена из тюрьмы 18 августа 1990 года. Оставшись без средств к существованию, жила на то, что собирала пустые бутылки и сдавала их в пункты приёма стеклотары. Её никто не принимал на работу, она была лишена всех научных степеней и дипломов. До самой смерти жила в квартирке неподалёку от президентского дворца.
Считала, что её родители не похоронены на кладбище Генча и пыталась добиться эксгумации, но суд отказал ей. Эксгумация тел супругов Чаушеску состоялась лишь в июле 2010 года, уже после смерти Зои.
Она была заядлой курильщицей и умерла от рака лёгких 20 ноября 2006 года.

## Публикации
- Ceaușescu, Zoia; Vasilescu, F.-H. Tensor products and the joint spectrum in Hilbert spaces (англ.) // Proceedings of the American Mathematical Society : journal. — American Mathematical Society, 1978. — Vol. 72, no. 3. — P. 505—508. — doi:10.2307/2042460. — JSTOR 2042460.

- Ceaușescu, Zoia. Lifting of a contraction intertwining two isometries (англ.) // The Michigan Mathematical Journal : journal. — 1979. — Vol. 26, no. 2. — P. 231—241. — doi:10.1307/mmj/1029002216.

- Arsene, Gr.; Ceaușescu, Zoia; Constantinescu, T. Schur analysis of some completion problems (англ.) // Linear Algebra and its Applications : journal. — 1988. — Vol. 109. — P. 1—35. — doi:10.1016/0024-3795(88)90195-4.